# AS Edera Trieste
AS Edera (wł. Associazione Sportiva Edera) – włoski klub piłkarski, mający siedzibę w mieście Triest, w północno-wschodniej części kraju, grający w sezonie 1925/26 w rozgrywkach Seconda Divisione (D2).

## Historia
Chronologia nazw:
- 1904: Associazione Sportiva Edera
- 1915: klub rozwiązano przez władze austro-węgierskie – ze względu na rewizjonistyczne poglądy jej członków
- 1918: Associazione Sportiva Edera
- 1928: Associazione Sportiva Ponziana Edera – po fuzji z Ponziana
- 1945: Associazione Sportiva Edera – po rozpadzie fuzji
- 1952: Associazione Calcio Trieste
- 1954: Associazione Sportiva Edera Sezzione Calcio
- 1957: Associazione Sportiva Edera

Klub sportowy AS Edera został założony w miejscowości Triest 20 września 1904 roku. W 1915 roku ze względu na rewizjonistyczne poglądy jej członków klub został rozwiązany i zdelegalizowany przez władze austro-węgierskie. Po zakończeniu I wojny światowej w 1918 klub został reaktywowany z poprzednią nazwą AS Edera. Początkowo zespół rozgrywał mecze towarzyskie. Dopiero w sezonie 1921/22 klub debiutował w regionalnych mistrzostwach Campionato giuliano. W następnym sezonie 1922/23 zespół startował w mistrzostwach Terza Divisione della Venezia Giulia (D3). W sezonie 1924/25 po zajęciu drugiego miejsca w Terza Divisione della Venezia Giulia awansował do Seconda Divisione.
W sezonie 1925/26 zajął 8. miejsce w grupie D Seconda Divisione. Po reorganizacji systemu ligi w 1926 i wprowadzeniu najwyższej klasy, zwanej Divisione Nazionale, poziom Seconda Divisione został zdegradowany do trzeciego stopnia. W sezonie 1927/28 najpierw zwyciężył w grupie F Seconda Divisione Nord, a potem wygrał w finale tytuł mistrza drugiej dywizji północnej. Pod wpływem reżimu faszystowskiego, w 1928 klub został połączony do pierwszoligowego Ponziana i potem grał w rozgrywkach Prima Divisione z nazwą A.S.P.E.
Po zakończeniu II wojny światowej drużyna wznowiła działalność jako samodzielny klub i została zakwalifikowana do rozgrywek Serie C, zajmując w sezonie 1945/46 czwarte miejsce w grupie A Serie C Alta Italia. W 1952 roku klub spadł do IV Serie (D4). W sezonie 1952/53 z nazwą AC Trieste klub został zdyskwalifikowany z rozgrywek IV Serie po 4 niewyjazdach na mecze ligowe. W 1954 roku zmienił nazwę na AS Edera Sezzione Calcio i startował w Promozione Friuli-Venezia Giulia (D5). W 1957 klub wrócił do nazwy AS Edera i w sezonie 1957/58 zwyciężył w grupie B Campionato Dilettanti Friuli-Venezia Giulia, awansując do Campionato Interregionale (D4). Jednak po sezonie klub spadł z powrotem do piątej dywizji, zwanej Prima Categoria Friuli-Venezia Giulia. W sezonie 1960/61 po zajęciu 11.pozycji w grupie C Prima Categoria Friuli-Venezia Giulia został zdegradowany do Seconda Categoria Friuli-Venezia Giulia (D6). Potem występował w niższych klasach mistrzostw.

## Barwy klubowe, strój
|  |  |

Klub ma barwy czerwono-czarne. Zawodnicy domowe spotkania zazwyczaj grają w czerwonych koszulkach, czarnych spodenkach oraz czerwonych getrach.

## Sukcesy

### Trofea międzynarodowe
Nie uczestniczył w rozgrywkach europejskich (stan na 31.05.2020).

### Trofea krajowe
| \| \| Zdobyte trofea w rozgrywkach Włoch (stan na: 31-08-2020) \| |                                                          |      |             |
| Rozgrywki                                                         | Osiągnięcie                                              | Razy | Sezon(y)    |
| · Mistrzostwo                                                     | I miejsce                                                | 0    |             |
| · Mistrzostwo                                                     | II miejsce                                               | 0    |             |
| · Mistrzostwo                                                     | III miejsce                                              | 0    |             |
| · Puchar                                                          | zdobywca                                                 | 0    |             |
| · Puchar                                                          | finalista                                                | 0    |             |
| · Puchar                                                          | 1/16 finału                                              | 1    | 1922        |
| II liga                                                           | I miejsce                                                | 0    |             |
| II liga                                                           | II miejsce                                               | 0    |             |
| II liga                                                           | III miejsce                                              | 0    |             |
| II liga                                                           | 8.miejsce                                                | 1    | 1925/26 (D) |
| Włochy                                                            | Zdobyte trofea w rozgrywkach Włoch (stan na: 31-08-2020) |      |             |

- Terza Divisione/Seconda Divisione Nord/Serie C (D3):
  - mistrz (1x): 1927/28, 1946/47 (gr. I), 1947/48 (gr. I)
  - wicemistrz (1x): 1924/25, 1926/27 (gr. C)
  - 3.miejsce (1x): 1923/24, 1946/47 (finał C Nord), 2016/17 (gr. B)

## Poszczególne sezony

### Rozgrywki międzynarodowe

#### Europejskie puchary
Nie uczestniczył w rozgrywkach europejskich.

### Rozgrywki krajowe
| \| Włochy \| Bilans występów klubu w rozgrywkach piłkarskich Włoch (Stan na 31 sierpnia 2020 r.) \| \| |                                                                                     |        |       |   |   |   |    |    |     |                                 |        |        |      |
| Poziom                                                                                                 | Rozgrywki                                                                           | Sezony | Mecze | Z | R | P | B+ | B– | Pkt | Lata                            | Awanse | Spadki | Naj. |
| I | Serie A                                                                             | 0      |       |   |   |   |    |    |     |                                 | 0      | 0      |      |
| II | Seconda Divisione                                                                   | 1      |       |   |   |   |    |    |     | 1925/26                         | 0      | 1      | 8    |
| III | Terza Divisione, Seconda Divisione, Serie C                                         | 12     |       |   |   |   |    |    |     | 1922–1925, 1926–1928, 1945–1952 | 1      | 1      | 1    |
| IV | IV Serie, Campionato Interregionale                                                 | 2      |       |   |   |   |    |    |     | 1952/53, 1958/59                | 0      | 2      | 18   |
| V | Promozione, Campionato Dilettanti, Prima Categoria                                  | 6      |       |   |   |   |    |    |     | 1954–1958, 1959–1961            | 1      | 1      | 1    |
| | Puchar Włoch                                                                        | 1      |       |   |   |   |    |    |     | 1922                            | 0      | 0      | 1/16 |
| Włochy                                                                                                 | Bilans występów klubu w rozgrywkach piłkarskich Włoch (Stan na 31 sierpnia 2020 r.) |        |       |   |   |   |    |    |     |                                 |        |        |      |

## Struktura klubu

### Stadion
Klub piłkarski rozgrywał swoje mecze domowe na Stadio Giuseppe Grezar w mieście Triest o pojemności 6200 widzów.

### Derby
- AS Libertas Trieste
- Chiarbola Ponziana Calcio
- US Triestina Calcio 1918